# Jan Nagórski
Jan Nagórski (en russe : Иван Нагурский, Ivan Nagourskii) (Włocławek, 27 janvier 1888-Varsovie, 9 juin 1976) est un aviateur et ingénieur polonais, pionnier de l'aviation, premier pilote à avoir survolé l'Arctique et à avoir effectué un looping avec un hydravion.

## Biographie
Né en Pologne alors dans l'Empire russe, il fait des études de commerce puis est diplômé en 1909 d'une école d'infanterie à Odessa. En 1913, il suit une formation de pilote à l'école d'aéronautique pour officiers de Gatchina et obtient son brevet.
En 1914, il est chargé de la difficile mission de localiser l'expédition de Gueorgui Sedov, Gueorgui Broussilov et Vladimir Roussanov dans l'Arctique russe. Avec un Farman MF.11 spécialement acheté à cet effet en France, il embarque sur un navire à Arkhangelsk et arrive en Nouvelle-Zemble où il entame une série de vols de reconnaissance dans des conditions arctiques difficiles. Du 21 août au 13 septembre 1914, il effectue ainsi cinq vols et parcourt sur plus de mille kilomètres toute la mer de Barents. 

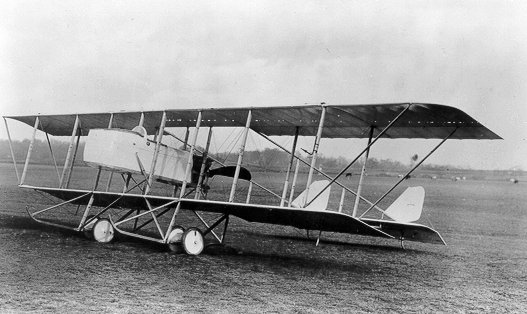
Le Farman MF.11 utilisé par Jan Nagórski dans ses vols en Nouvelle-Zemble

Lors de son dernier vol, il atteint le 76e parallèle nord mais ne retrouve pas l'expédition Sedov. À son retour, il est décoré de l'Ordre de Saint-Stanislas (1914).
Il sert ensuite pendant la Première Guerre mondiale à Åbo et patrouille en mer Baltique où il commande un escadron. Le 17 septembre 1916, il y effectue le premier looping de l'histoire avec un hydravion, exploit qu'il réédite deux fois les jours suivants avec un Grigorovich M-9 (en). Il obtient ainsi cinq médailles militaires russes pendant la guerre. En 1917, son avion est gravement endommagé en mer Baltique et Nagórski est déclaré disparu. Après plusieurs heures en mer, il est sauvé par un sous-marin russe et rapatrié à l'hôpital militaire de Riga où il récupère rapidement.
Lors de la Révolution d'Octobre, son unité est incorporé à l'Armée rouge et prend part à la Guerre civile russe. En 1919, il tente de rejoindre la marine polonaise mais son offre est rejetée en raison de son service avec l'Armée rouge. Quelque temps plus tard, dans le désordre de la guerre civile russe, ses fichiers personnels sont perdus et il est déclaré mort par les autorités russes. Il se réfugie alors dans le sud de la Pologne et travaille comme ingénieur et concepteur de réfrigérateurs pour l'industrie du sucre et de l'huile.
En 1925, Richard Byrd le contacte pour préparer son expédition en Antarctique. Il servira aussi de conseiller à Walter Mittelholzer et Boris Chukhnovsky (en).
Tombé dans l'anonymat, il travaille après la Seconde Guerre mondiale comme ingénieur civil à Gdańsk puis à Varsovie.
En 1955, l'explorateur polaire Czesław Centkiewicz (en), dans une conférence, évoque dans une notice biographique « un pionnier oublié depuis longtemps de l'aviation, le pilote russe Ivan Nagórski, décédé en 1917 ». Nagórski, présent à la conférence, se lève alors et annonce devant un public médusé, qu'il n'est pas russe et encore moins mort. L'événement est par la suite fortement médiatisé et les exploits de Nagórski redécouverts.
Il meurt le 9 juin 1979 à Varsovie et est inhumé au cimetière Wólka Węglowa. 

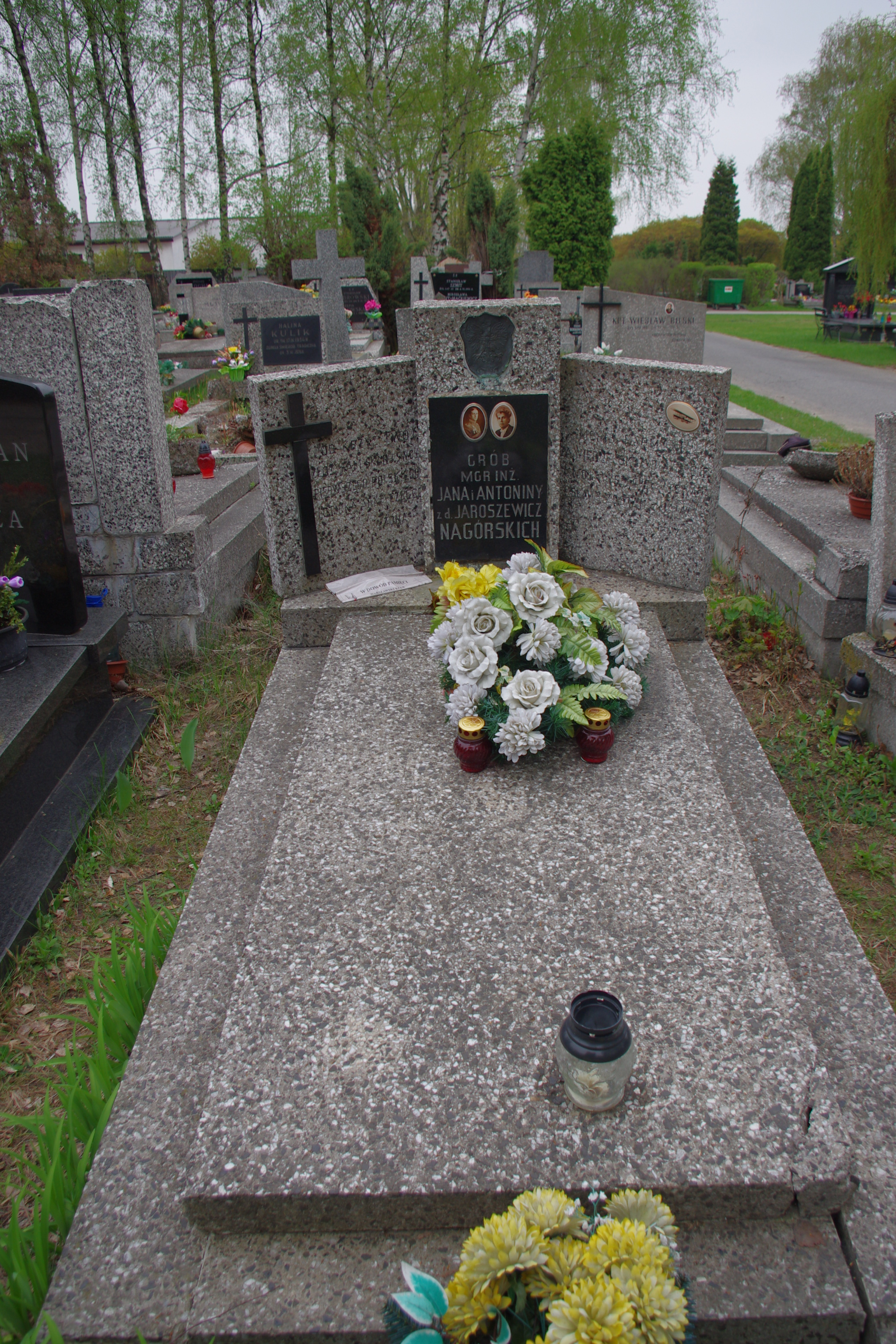
Tombe de Jan Nagórski

## Hommages
- Croix de l'Ordre de Saint-Stanislas (1914)
- La station météorologique de Nagourskoïé en Terre François-Joseph a été nommée en son honneur en 1936.
- Officier de l'Ordre Polonia Restituta (1960)

## Œuvres
- The First Above Arctic (Pierwszy nad Arktyką), 1958
- Over the Burning Baltic (Nad płona̜cym Bałtyckiem), 1960